# برگ (زاکسونی)-آنهالت
برگ (زاکسونی)-آنهالت (به آلمانی: Berge) یک منطقهٔ مسکونی در آلمان است که در گراده‌لگن واقع شده‌است. برگ ۷۲۶ نفر جمعیت دارد.